# Abell 3744
Le groupe d'Abell 3744 est un groupe de galaxies. Selon un article publié en 1995 par Postman et Lauer, il comprend cinq galaxies situées dans la constellation du Capricorne, dont NGC 7016 qui est la galaxie la plus brillante du groupe. Cependant, selon un autre article publié en 2001 par Hudson et al., ce même groupe comprend également cinq galaxies, mais une seule de leur liste se retrouve dans la liste de Postman et Lauer. En joignant les deux listes, on peut donc supposer qu'il y a neuf galaxies dans le groupe. La distance moyenne de ces neuf galaxies est d'environ 168 Mpc (∼548 millions d'al).
| Désignation | Autre désignation | α (J2000.0)    | δ (J2000.0)    | Vitesse radiale (km/s) | Distance (Mpc) |
| ----------- | ----------------- | -------------- | -------------- | ---------------------- | -------------- |
| NGC 7016    | PGC 66136         | 21h 07m 16.28s | -25° 28′ 08.2″ | 11046 ± 8              | 159 ± 11       |
| GSG 085     | LEDA 085085       | 21h 06m 00.43s | -26° 06′ 15.6″ | 11973 ± 5              | 173 ± 12       |
| GSG 028     | LEDA 085089       | 21h 06m 00.43s | -26° 06′ 15.6″ | 11973 ± 5              | 173 ± 12       |
| GSG 113     | LEDA 093984       | 21h 07m 22.05s | -25° 27′ 20.7″ | 11388 ± 12             | 164 ± 11       |
| GSG 031     |                   | 21h 07m 32.35s | -25° 38′ 35.1″ | 12276 ± 4              | 177 ± 12       |

La distance moyenne de ce groupe est de 169 ± 7 Mpc (∼551 millions d'al). La distance de la galaxie LEDA 778534 visible sur l'image de PanSTARRS est inconnue. À une distance de 145 Mpc, la paire de galaxies NGC 7017 est un peu plus près de nous et ne fait pas partie d'Abell 3744 selon Hudson.
Il est cependant possible grâce aux coordonnées indiquées dans l'article de Postman et Lauer d'identifier les cinq galaxies. Étonnamment, on ne retrouve aucune des galaxies de l'article de Hudson, sauf NGC 7016.
| Désignation    | Autre désignation | α (J2000.0)     | δ (J2000.0)     | Vitesse radiale (km/s) | Distance (Mpc) |
| -------------- | ----------------- | --------------- | --------------- | ---------------------- | -------------- |
| NGC 7016       | PGC 66136         | 21h 07m 16.28s  | -25° 28′ 08.2″  | 11046 ± 8              | 159 ± 11       |
| NGC 7017 NED02 | NGC 7017E         | 21h 07m 20.93s  | -25° 29′ 15.3″  | 12892 ± 2              | 186 ± 13       |
| NGC 7017 NED01 | LEDA 2793723      | 21h 07m 20.21s  | -25° 29′ 15.2″  | 10387 ± 23             | 149 ± 10       |
| NGC 7018 NED01 |                   | 21h 07m 24.66s  | -25° 25′ 56.9″  | 11429 ± 28             | 169 ± 12       |
| NGC 7018 NED02 | GSG 002           | 21h 07m 25.650s | -25° 25′ 42.80″ | 11517 ± 21             | 166 ± 12       |

Les galaxies NGC 7017 NED02 et NGC 7017 NED01 est la paire de galaxies de NGC 7017 et elles sont étonnamment éloignée l'une de l'autre. La distance moyenne du groupe de Postman et Lauer est de 166 ± 14 Mpc (∼541 millions d'al). Un écart de 37 ± 23 mpc sépare la galaxie la plus rapprochée (NGC 7017 NED01) de la galaxie la plus éloignée (NGC 7017 NED02).